# FK Zlatibor Čajetina
El FK Zlatibor Čajetina (en serbio: ФК Златибор Чајетина) es un equipo de fútbol de Serbia que juega en la Primera Liga de Serbia, la segunda división de fútbol del país.

## Historia
Fue fundado en el año 1945 en la ciudad de Čajetina y pasó en las divisiones aficionadas durante sus años en Yugoslavia.
Fue hasta los años 2010 que el club inició una progesión que lo mandaron a la cuarta división nacional para la temporada 2013/14. En la temporada 2017/18 llega a la Primera Liga Serbia por primera vez, mismo año en el que alcanza la ronda de octavos de final de la Copa de Serbia donde fue eliminado por el Čukarički.
El club es campeón de la Primera Liga Serbia en la temporada 2019/20 y logra el ascenso a la Superliga Serbia, siendo éste su mayor logro hasta el momento.

## Palmarés
- Primera Liga Serbia (1): 2019-20
- Serbian League West (1): 2017–18
- Drina Zone League (1): 2015–16
- Zlatibor District League (1): 2013–14